# ادموند برئون
ادموند برئون (انگلیسی: Edmund Breon؛ ‏ ۱۲ دسامبر ۱۸۸۲ – ۲۴ ژوئن ۱۹۵۳) بازیگر اهل بریتانیا بود.
از فیلم‌هایی که وی در آن نقش داشته است، می‌توان به پرواز شناسایی، خداحافظ، آقای چیپس، چالشی برای لسی، صخره‌های سفید دوور، چراغ گاز، از خودگذشتگی، چیزی از دنیای دیگر، یک یانکی در آکسفورد، تپه‌های وطن و شراره آسمانی اشاره کرد.